# Oussama Oueslati
Oussama Oueslati, né le 24 mars 1996 à La Manouba (Tunisie), est un taekwondoïste tunisien.
Il représente la Tunisie lors des Jeux olympiques de 2016 à Rio de Janeiro, durant lesquels il remporte une médaille de bronze.

## Palmarès

### Jeux olympiques
- Médaille de bronze en moins de 80 kg des Jeux olympiques de 2016 à Rio de Janeiro (Brésil)[1],[2].

### Jeux africains
- Médaille d'argent en moins de 80 kg des Jeux africains de 2015 à Brazzaville (Congo)[2]

### Jeux mondiaux militaires
- Médaille d'or en moins de 80 kg des Jeux mondiaux militaires d'été de 2015 à Mungyeong (Corée du Sud)[2]

### Championnats d'Afrique
- Médaille d'or en moins de 80 kg des championnats d'Afrique 2012 à Antananarivo (Madagascar)[2]